# Termički zatvoreni sustav
U fizici, ovo je sustav koji nije u interakciji sa svojom okolinom, ne izmjenjuje masu, energiju ili toplinu sa svojom okolinom.